# Vana Tallinn
«Vana Tallinn» или «Ва́на Та́ллин» (эст. Vana Tallinn — Старый Таллин) — эстонский крепкий ликёр на основе рома и специй.
Создан в 1960 году специалистами ликёро-водочного завода Liviko Эстонской ССР — мастером по производству ликёров Илзе Маар, менеджером по розливу Бернхардом Юрно и специалистом-дистиллятором Яаном Сиймо.
Выпускается в 4 вариантах (35, 40, 45 и 50 градусов), вкус подчёркивается различными натуральными добавками, в том числе цитрусовыми маслами, корицей, ванилью и ромом, придающим ликёру характерный, немного экзотичный, бархатистый вкус. Ликёр рекомендуется употреблять в чистом виде, без добавок, или вместе с кофе. Без горячего напитка ликёр употребляется в чистом виде с добавлением льда. «Vana Tallinn» можно использовать в качестве добавки для коктейлей.
Кремовый ликёр «Vana Tallinn» — ликёр крепкостью 16 градусов, сочетающий в себе традиционный ликёр «Vana Tallinn» и свежие сливки. Ликёр употребляется как в чистом виде, со льдом, так и в качестве добавки к кофе. В 2006 году ассортимент сливочных ликеров на базе классического «Vana Tallinn» был дополнен двумя оригинальными новинками: Orange Cream и Chocolate Cream.
Выпускаются также сливочный ликёр «Vana Tallinn Cream», зимние ликёры «Vana Tallinn Glögi» и «Vana Tallinn Winter Spice», а также напитки для особенно торжественных случаев — «Vana Tallinn Heritage Edition» и «Vana Tallinn Signature». Напитки выпускаются в различных подарочных упаковках.
Напиток широко распространен в странах Балтии и европейской части России.
Ликёр получил множество международных наград, в числе которых золотая медаль SIP Awards (Spirits International Prestige), серебряная медаль IWSC (International Wine & Spirit Competition, 2017 год), золотая медаль IWSC (2010 год) и др.. В 2011 году ликёр «Vana Tallinn Heritage Edition» был признан лучшим эстонским продуктом в категории «алкоголь».